# Serena Ng
Serena Ng (* 1959) ist eine kanadisch-US-amerikanische Wirtschaftswissenschaftlerin.

## Werdegang, Forschung und Lehre
Ng studierte zunächst an der University of Western Ontario, wo sie als Bachelor of Arts graduierte. Zunächst setzte sie dort ihr Studium fort, wechselte aber später an die Princeton University, an der sie 1992 ihr Master-Studium erfolgreich beendete. Im folgenden Jahr schloss sie ihr von Angus Deaton und Pierre Perron  betreutes Ph.D.-Studium ab. Bis 1996 war Ng Assistant Professor an der Universität Montreal, anschließend wechselte sie als Associate Professor an die Boston University. 2001 zog sie zur Johns Hopkins University weiter, ehe sie 2003 an der University of Michigan zur ordentlichen Professorin berufen wurde. 2007 folgte sie einem Ruf der Columbia University. 
Ng ist seit 2015 Fellow der Econometric Society, seit 2016 Fellow der Society of Financial Econometrics und seit 2018 Fellow der International Association of Applied Econometrics. 2008 bis 2011 saß sie im Vorstand der Chinese Economic Society of North America, teilweise als Vorsitzende. Sie ist und war Mitglied in den Redaktionen verschiedener Periodika, darunter unter anderem Econometrica, Econometric Theory, das Journal of Financial Econometrics, das Journal of Business and Economic Statistics, das  Journal of Economic Literature und das Journal of Econometrics. 2015 wurde sie vom Weltwirtschaftsforum in einer Liste zehn bedeutender weiblicher Ökonomen geführt. 2024 wurde Ng zum Mitglied der American Academy of Arts and Sciences gewählt.
Ngs Arbeitsschwerpunkt liegt im Bereich der Makroökonomie und der Ökonometrie, dabei insbesondere in Zeitreihenanalysen und anderer makroökonometrischer Modelle zur Beschreibung von Wirtschaftszyklen.